# Margen de seguridad
El margen de seguridad (MS) es una manera de evaluar la relación entre la dosis y la respuesta de una sustancia. Consiste en usar la DL1 para el efecto indeseado y la DE99 para el efecto deseado o terapéutico. Siendo la DL1 la dosis letal para el 1% de la población y la DE99 la dosis efectiva para el 99% de la población.
Se relacionan por la siguiente fórmula:
{\displaystyle MS={\frac {DL_{1}}{DE_{99}}}}
Para las sustancias no farmacológicas, indica la diferencia entre la dosis de exposición para una población y el nivel sin efecto adverso observable, el NOAEL.

## Relación con el índice terapéutico
El concepto surge a partir del índice terapéutico (IT). El índice terapéutico es la relación entre la dosis necesaria para producir un efecto tóxico (medida como la DL50) y la dosis necesaria para desencadenar la respuesta terapéutica deseada (medida como la DE50). Siendo la DL50 la dosis letal para el 50% de la población y la DE50 la dosis efectiva para el 50% de la población.

## Representación gráfica
El IT es útil para conocer la seguridad relativa. Gráficamente se ve la separación entre la recta de eficacia y la de toxicidad, pero no informa de la pendiente de las curvas dosis-respuesta para dichos efectos.
En cambio, el MS compara el comportamiento de las curvas. Una sustancia será menos segura cuanto mayor sea su pendiente en la representación dosis-respuesta. El MS viene determinado por dos dosis extremas, prácticamente inocuo y letal, por ello la diferencia entre ambas dosis es la pendiente de la gráfica dosis-respuesta.